# 百日咳疫苗
百日咳疫苗是用來避免百日咳的疫苗。 目前疫苗可分為全細胞疫苗（全病原体灭活疫苗）和非細胞性疫苗（裂解灭活疫苗及裂解亚单位疫苗）兩類。 全細胞疫苗有78%的效力，而非細胞性疫苗有71-85%的效力。 施打疫苗後，疫苗的效力每年會下降2到10%，而非細胞性疫苗的效力下降較全細胞疫苗更快。 於懷孕期間施打百日咳疫苗，能保護胎兒。 根據估計，百日咳疫苗於2002年拯救超過50萬名孩童。
世界衛生組織與疾病管制局都建議，所有孩童應該例行注射百日咳疫苗。 即便是人類免疫缺陷病毒(HIV)感染者。胎兒出生後六周內開始，一直到出生後18月需要施打總共三劑的百日咳疫苗。 一直到青春期，還可能需要多施打幾劑，延長效力。目前百日咳、白喉、破傷風疫苗為常見的三合一疫苗，有DPT或DTaP兩種。
由於副作用較少，已開發國家較常使用無細胞疫苗。 大約有10到50%的人，在注射全細胞疫苗後，注射處會出現紅疹以及發燒症狀。低於1%的嬰兒會出現熱性痙攣和哭鬧不停。注射非細胞性疫苗，手臂可能會輕微水腫。兩種疫苗都有類似的副作用，但越小的孩子注射全細胞疫苗，副作用越低。六歲以後，不應該再注射全細胞疫苗。但不論哪一種疫苗都不會導致永久性神經症狀。
1914年首次研制成功“全细胞百日咳疫苗”：将细菌大量培养增殖后，沉降菌体，用甲醛溶液在一定温度下灭活成无传染性但具有免疫原性的菌体液；把不同血清型的菌体液按比例配合后，制成百日咳疫苗原液。
百日咳疫苗在1926年開發完成。
20世纪80年代初，分离提纯了百日咳毒素（PT）与丝状血凝素（FHA），日本率先研制出“无细胞百日咳疫苗”。解决了“全细胞百日咳疫苗”高反应原性带来的问题。欧美还在疫苗中加入了“菌毛”（Fim2、Fim3）。
此疫苗是世界衛生組織必須藥物清單中的藥物，建議所有公衛系統都應該具備。 2014年在美國，一劑混合破傷風、白喉、小兒麻痺和嗜血桿菌的疫苗約15.41美金。